# Michael Rast (Schauspieler)
Michael Rast (* 31. August 1970 in Graz) ist ein österreichischer Schauspieler.

## Leben
Nach dem Studium an der Universität für Musik und darstellende Kunst Graz hatte Michael Rast sein erstes Bühnenengagement am Schauspiel Frankfurt. Danach spielte er u. a. am Stadttheater Heilbronn und an den Vereinigten Bühnen Graz.
Rast trat in vielen Serien, Fernseh- und Kinofilmen auf, z. B. in Dr. Stefan Frank – Der Arzt, dem die Frauen vertrauen, Siska, Kommissar Rex, Der Alte, Medicopter 117 – Jedes Leben zählt, Alarm für Cobra 11 – Die Autobahnpolizei, Polizeiruf 110, Rosa Roth und Napola – Elite für den Führer.
Von Oktober 2005 bis Oktober 2006 war er in der  Telenovela Julia – Wege zum Glück zu sehen.

## Filmografie

### Kino
- 1998: Der Kreis Luther
- 1999: Kaliber Deluxe
- 2000: Bride of the Wind
- 2003: Buy Hansen
- 2003: Napola – Elite für den Führer
- 2004: Lautlos
- 2013: Quellen des Lebens
- 2014: Adam
- 2016: Geschwister
- 2019: Love Machine
- 2022: Taktik
- 2023: Pulled Pork

### Fernsehen (Auswahl)
- 1995: SOKO 5113, Episode: Schnellschuß
- 1998: Der Alte, Episode: Schwestern
- 1999: SOKO 5113, Episode: Bombenstimmung
- 1999: Der Alte, Episode: Im Angesicht des Todes
- 1999: Passion, wurde 2000 zum Tatort
- 1999, 2002: Medicopter 117 – Jedes Leben zählt
- 1999: Dr. Stefan Frank – Der Arzt, dem die Frauen vertrauen – Entscheidung fürs Lieben
- 2000: Der Alte, Episode: Der Letzte Geburtstag
- 2000: Tatort – Der Millenniumsmörder
- 2000: Lauter tolle Frauen – Männer sind zum Abgewöhnen
- 2000: Das Tattoo – Zeichen des Todes
- 2000: Personal Trainer
- 2001: Die Wasserfälle von Slunj
- 2001: Siska
- 2001: Entscheidung im Eis
- 2001: Sinan Toprak ist der Unbestechliche
- 2001: Kommissar Rex
- 2002: Der Alte, Episode: Ein tödliches Ereignis
- 2002: SOKO Kitzbühel
- 2002: Polizeiruf 110 – Um Kopf und Kragen
- 2002: Family Affairs
- 2003: Unter Verdacht
- 2003: Alarm für Cobra 11 – Die Autobahnpolizei
- 2004: Die schöne Braut in Schwarz
- 2004: Der Alte – Episode 295: Ein tödliches Drama
- 2004: Der Bulle von Tölz: Süße Versuchung
- 2004: Polizeiruf 110 – Die Maß ist voll
- 2005: Rosa Roth
- 2005–2006: Julia – Wege zum Glück
- 2006: Kommissarin Lucas – Das Verhör
- 2006: 5 Sterne
- 2007: Polizeiruf 110 – Taubers Angst
- 2007: Die Rosenheim-Cops – Der Untergang von Rosenheim
- 2007: Kreuzfahrt ins Glück
- 2008: Küstenwache
- 2009: SOKO Wismar
- 2010: Der Alte – Folge 350: Teufel in Weiß
- 2010: Die Rosenheim-Cops – Der Schlüssel zum Tod
- 2011: Alarm für Cobra 11 – Die Autobahnpolizei
- 2012: SOKO Wien – Schachmatt
- 2015: In aller Freundschaft – Die jungen Ärzte
- 2018: Die Toten von Salzburg – Zeugenmord
- 2018: Notruf Hafenkante – Maskerade
- 2019: SOKO Kitzbühel – Parasit
- 2019: Stadtkomödie – Curling for Eisenstadt
- 2021, 2025: SOKO Wien – Die Ballade von Franz und Franzi, Klare Fakten
- 2022: Lena Lorenz – Perfekte Familie
- 2023: Bettys Diagnose – Liebe kommt, Liebe geht
- 2024: Kopftuchmafia (Fernsehreihe)
- 2024: Zitronenherzen (Fernsehfilm)

## Theater (Auswahl)
- 1991: Schauspiel Frankfurt
- 1992: Stadttheater Heilbronn
- 1994: Vereinigte Bühnen Graz
- 1998: Neue Schaubühne München
- 1999: Komödie im Bayerischen Hof in München
- 2007: Klosterfestspiele Weingarten
- 2008: Theatergastspiele Kempf